# Delainey Hayles
Delainey Hayles (Londres, 10 de marzo de 1999) es una actriz británica, conocida por su papel de Claudia en la serie de televisión de AMC Entrevista con el vampiro desde 2023. Ha aparecido en varias series de televisión, cortometrajes y producciones teatrales, incluido el papel de Lucy Pevensie en la obra El león, la bruja y el armario (2022).

## Biografía
Hayles nació el 10 de marzo de 1999 en Londres. Estudió en la BRIT School.
Lanzó su carrera profesional como actriz en pantalla en 2019 con Something In The Closet, un cortometraje financiado por el BFI y dirigido por Nosa Eke. En 2021 interpretó a Billie en la miniserie Too Close, dirigida por Susan Tully y basada en la novela de 2018 de Clara Salaman. Hayles pasó a interpretar a un personaje recurrente en el seriado Holby City y ese mismo año apareció en el cortometraje Birds.
En 2023 asumió el papel de la vampiresa Claudia en la serie de televisión de AMC Entrevista con el vampiro, en reemplazo de Bailey Bass, quien interpretó al personaje en la primera temporada. A pesar de incorporarse a la producción poco antes del inicio del rodaje, Hayles reconoce que el reparto y el equipo, en particular el coprotagonista Jacob Anderson, crearon un ambiente acogedor y de apoyo durante el proceso. Varias de las primeras críticas de la segunda temporada, que se emitió en 2024, destacaron la actuación de Hayles y elogiaron su interpretación. En su resumen de los mejores episodios de televisión de 2024, TV Insider reconoció la «poderosa actuación» de Hayles en el episodio final de la segunda temporada, «I Could Not Prevent It».
A nivel teatral, en 2018 actuó con The Andrew Lloyd Webber Bridge Company en Sticky en el Southwark Playhouse. En 2022 protagonizó el papel de Lucy Pevensie en El león, la bruja y el armario, obra dirigida por Michael Fentiman, en el Gillian Lynne Theatre del West End londinense.

## Filmografía
| Año       | Título                    | Papel        | Notas            |
| --------- | ------------------------- | ------------ | ---------------- |
| 2019      | Something in the Closet   | Asha         | Corto            |
| 2021      | Too Close                 | Billie       | 1 episodio       |
| 2021–2022 | Holby City                | Billie Faber | 6 episodios      |
| 2022      | Birds                     | Maya         | Corto            |
| 2024      | Entrevista con el vampiro | Claudia      | Papel recurrente |